# Mamadu Candé
Mamadu Candé (Cascais, Portugal, 29 de agosto de 1990) es un futbolista de Guinea-Bissau nacido en Portugal que juega en la posición de lateral izquierdo con el CD Operário de Portugal.

## Carrera

### Club
| Periodo   | Club                  |
| --------- | --------------------- |
| 2008-2011 | Dezembro              |
| 2011-2013 | Aves                  |
| 2013–2014 | Videoton FC           |
| 2014–2016 | Portimonense SC       |
| 2016      | CD Tondela            |
| 2017–2018 | AC Omonia             |
| 2018–2020 | CD Santa Clara        |
| 2020-2021 | Radomiak Radom        |
| 2021-2022 | CF Estrela da Amadora |
| 2022-2023 | CD Rabo de Peixe      |
| 2023–     | CD Operário           |

### Selección nacional
Jugó para Guinea-Bissau en 23 ocasiones de 2010 a 2019 sin anotar goles y participó en dos ediciones de la Copa Africana de Naciones.